# Álvaro Barba
Pour les articles homonymes, voir Barba (homonymie).
Álvaro Barba López (né le 17 février 1984 à Séville) est un pilote automobile espagnol et le frère de Marco Barba. 

## Carrière
- Formule Junior 1600 Espagne
  - 2e avec 3 victoires en 2002

- Championnat d'Espagne de Formule 3
  - 12e en 2003, 8e en 2004, 5e en 2005

- World Series by Renault
  - 26e en 2006, 8e avec une victoire en 2007, 10e en 2008

- FIA GT
  - 5e dans la catégorie GT2 avec une victoire à Potimao en 2009

- International GT Open
  - Champion en 2010 avec quatre victoires